# Justin Ward
Justin Ward (ur. 14 listopada 1991 w Wisconsin Dells) – amerykański koszykarz, występujący na pozycji skrzydłowego, aktualnie wolny agent.
W sezonie 2014/15 wystąpił w 29 spotkaniach ligi słowackiej, notując 21,7 punktu oraz 9,6 zbiórki, zaliczając przy okazji udział w ligowym meczu gwiazd.
14 sierpnia 2015 roku podpisał umowę z klubem Polpharmy Starogard Gdański. 30 października, po rozegraniu 3 spotkań sezonu regularnego został zwolniony za porozumieniem stron.

## Osiągnięcia
College
- Mistrz NAC Southern Division (2013)[4]

Wybrany do składów:
- - All-Stars Freshmen Team NAC - 2011
  - All-Stars Team NAC (2012, 2013, 2014)

Pro
- Uczestnik słowackiego All-Star Game (2015)[1]